# Hecht

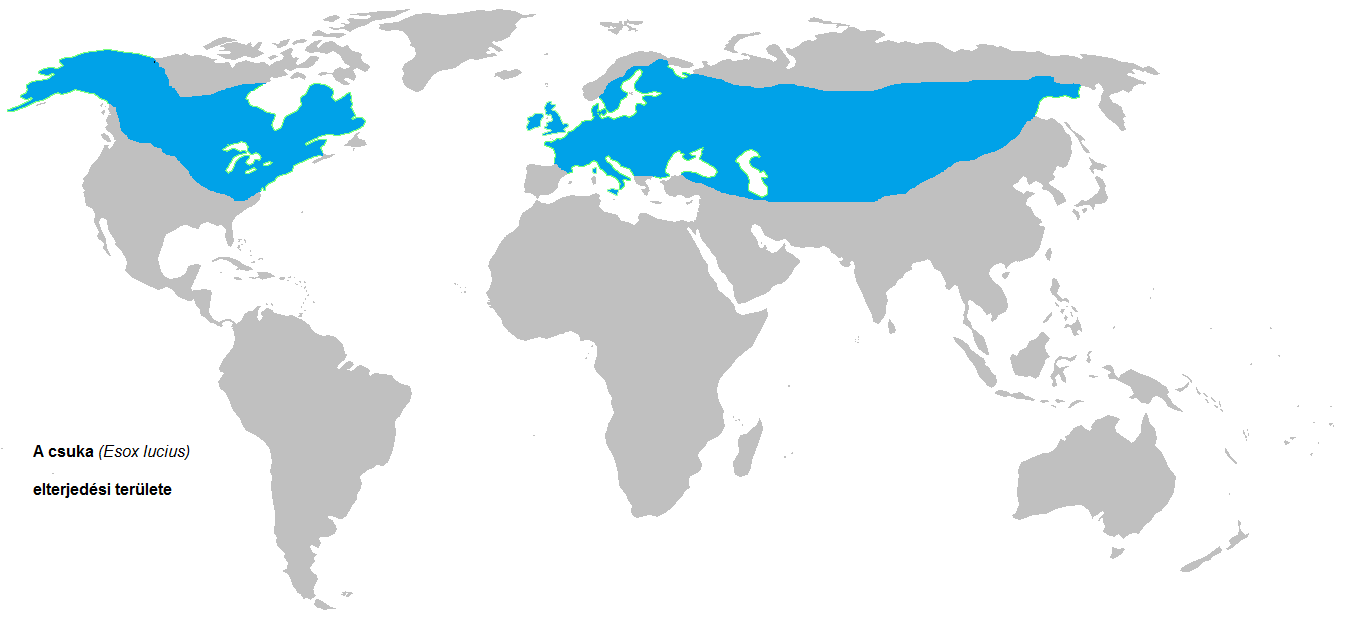
Verbreitungsgebiet des Hechts, hier inklusive Populationen, die jüngst als eigene Art gelten (Amurhecht, Esox aquitanicus und Italienischer Hecht)

Der Hecht (Esox lucius) ist ein Raubfisch und gehört zur Familie der Esocidae. Er ist in brack- und süßwasserführenden Gewässern der nördlichen Hemisphäre weit verbreitet. Er wird als Speisefisch genutzt, lässt sich aber wegen seiner Aggressivität nur schwer züchten. In Deutschland wurde er zum Fisch des Jahres 2016 ernannt.

## Merkmale
Der Fisch hat einen langgestreckten, walzenförmigen und seitlich nur mäßig abgeflachten Körper. Der längliche Kopf besitzt ein entenschnabelähnliches, oberständiges Maul. Rücken- und Afterflosse sind weit nach hinten verlagert und ermöglichen dadurch blitzartige Bewegungen und Wendemanöver.
Die Färbung variiert nach dem Lebensraum, der Rücken ist meist grün-bräunlich und wird bis zum weißen Bauch immer heller. Die Kiefer sind mit umklappbaren Fang- und Hechelzähnen bewehrt, die nach hinten gebogen sind. Hechte besitzen 110 bis 130 kleine Schuppen entlang der Seitenlinie, insgesamt wurden etwa 17.000 Schuppen pro Fisch gezählt.
Die durchschnittliche Körperlänge liegt bei älteren Exemplaren zwischen 60 und 100 cm. Längen bis 150 cm und Gewichte von über 20 kg sind bei guten Lebensbedingungen durchaus möglich. Die Maximallänge wird in der Regel nur von Rognern (Weibchen) erreicht, die Milchner (Männchen) erreichen meist nicht mehr als 90 cm.
In einer Studie an 802 untersuchten Hechten aus Finnland wurden als Höchstgewicht 18,8 kg und eine maximale Länge von 131 cm festgestellt.

## Lebensräume

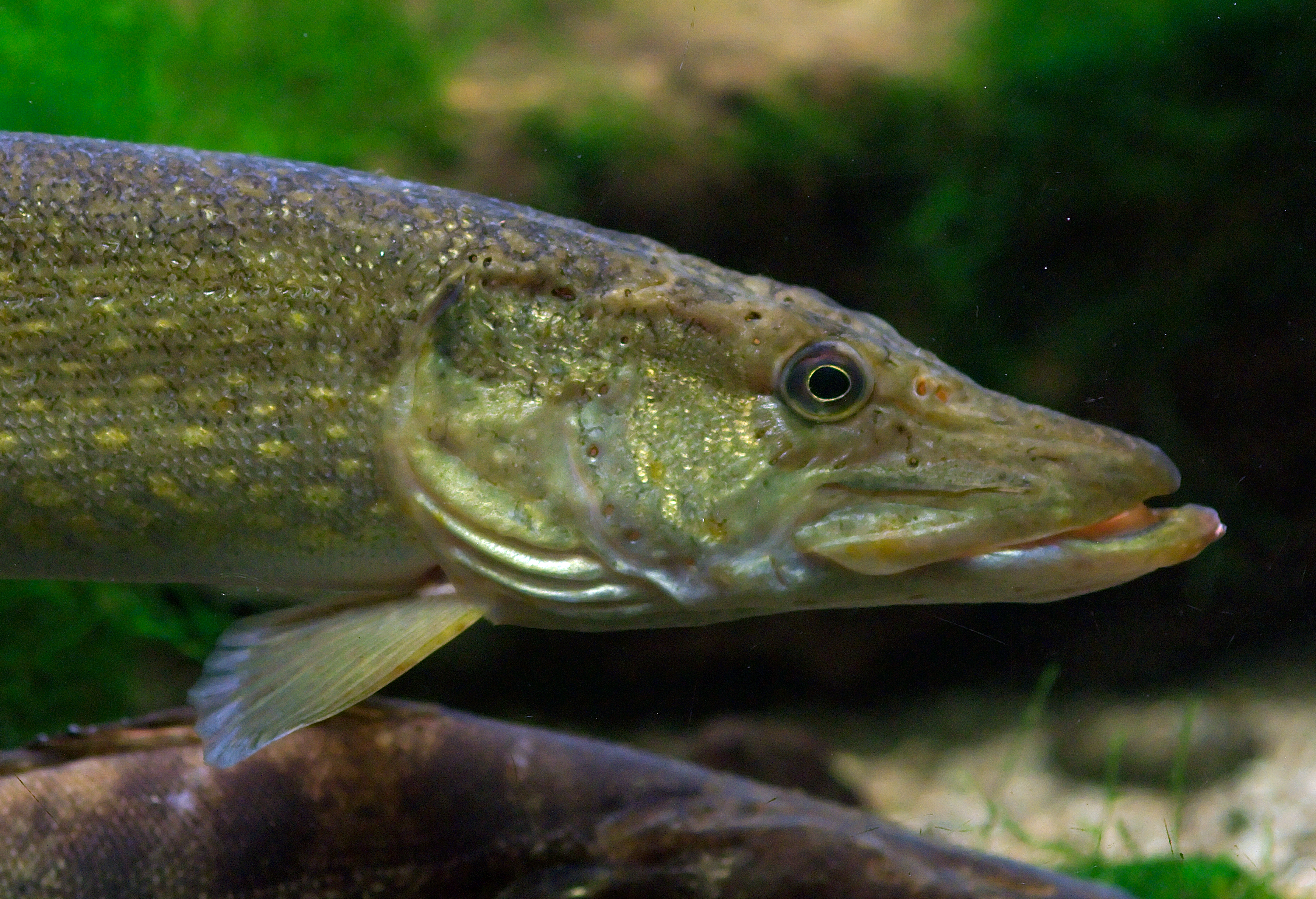

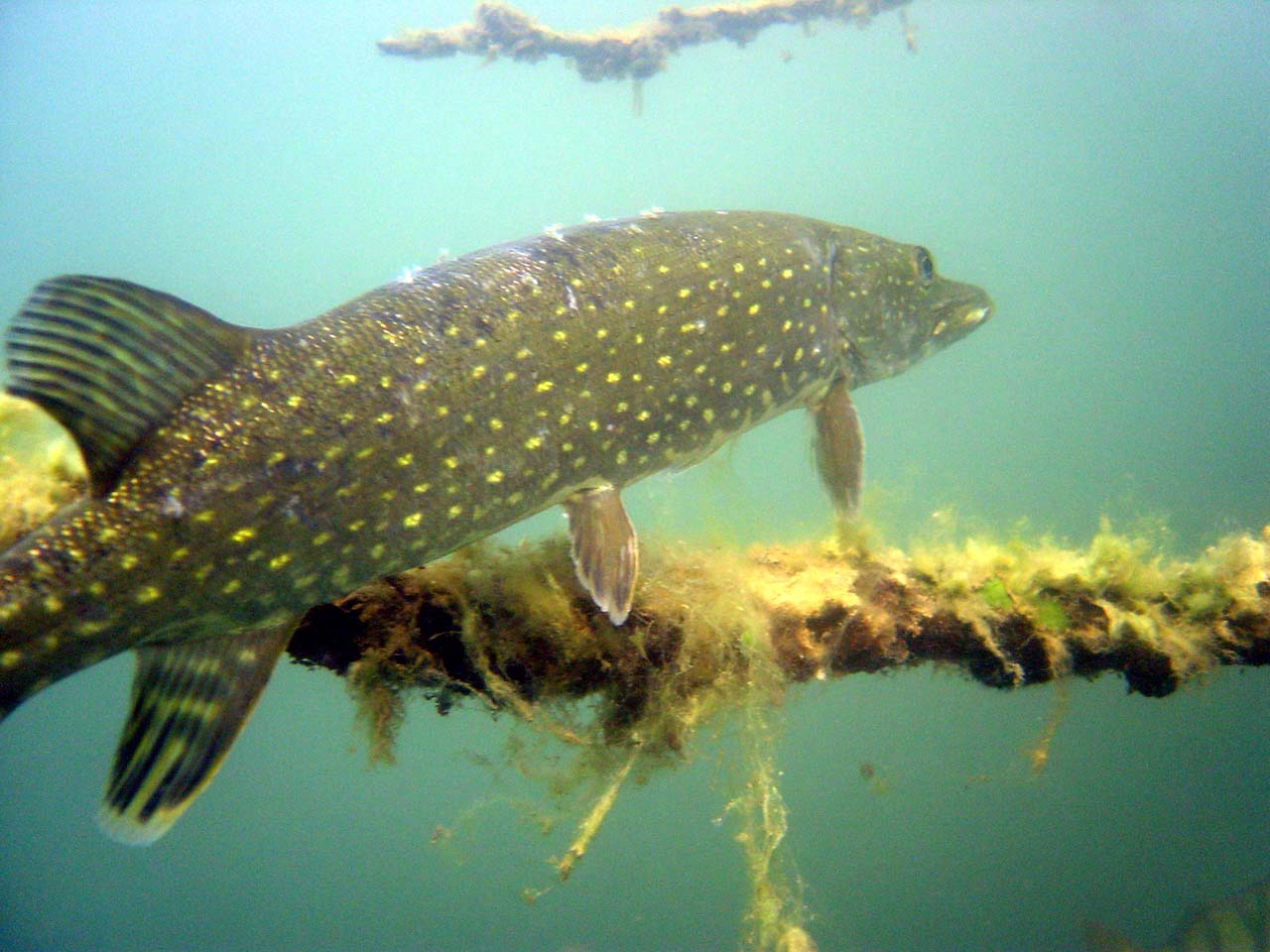
Stehender Hecht im Straussee bei Strausberg

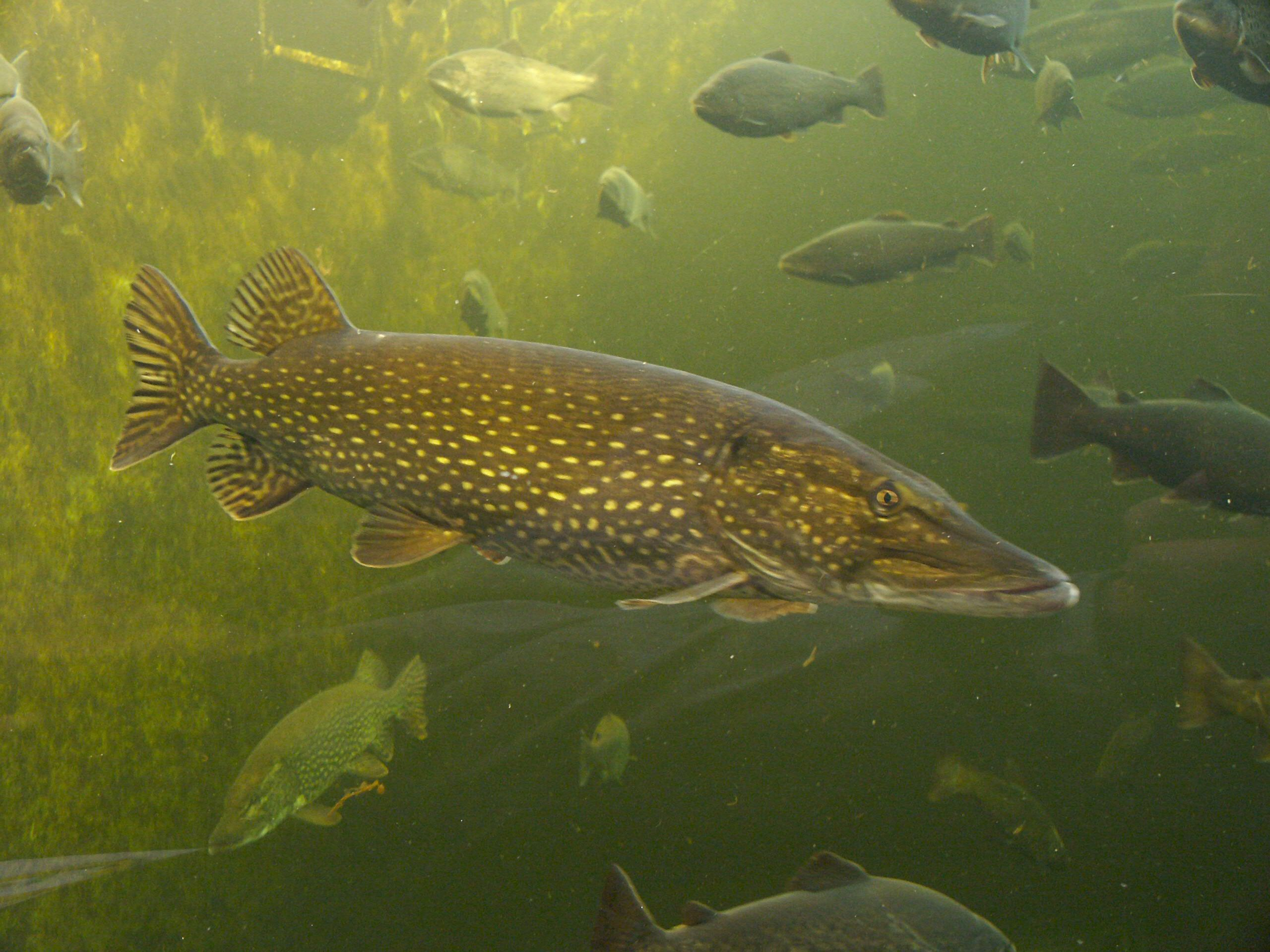
Hecht im Maretarium (öffentliches Aquarium) in Kotka (Finnland)

Der Hecht ist ein Standfisch und hält sich gerne in Ufernähe von Fließgewässern, Seen und größeren Teichen auf. Er bevorzugt Schilfränder und ähnliche Deckungsmöglichkeiten. Daneben gibt es auch Hechte, die sich im Freiwasser der Seen aufhalten und dort zum Beispiel Maränenschwärmen folgen (sogenannte „Freiwasserhechte“). Hechte sind auch im Brackwasser zu finden.

## Ernährung
Hechte fressen Fische aller Art und scheuen auch nicht vor ihren eigenen Artgenossen zurück. Frösche, Vögel und kleine Säugetiere gehören ebenfalls zu ihrem Beutespektrum. Der Hecht steht im Ruf, ein sehr aggressiver Raubfisch zu sein. Er besitzt den Schnappreflex und kann selbst einer durchs Wasser gezogenen Bananenschale nicht widerstehen, sondern schießt hinterher und schnappt zu. So verschlingen Hechte beispielsweise häufig die Küken von Blässhühnern und Teichrallen. Auch der Fund ausgewachsener Teichrallen im Magen größerer Hechte ist belegt.

## Vermehrung
Ab November sammeln sich an den Revieren weiblicher Hechte oft zahlreiche Milchner, die untereinander immer aggressiver werden, je näher die Laichzeit im Frühjahr rückt. Je nach Wassertemperatur beginnt die Laichzeit zwischen März und April und dauert bis in den Mai hinein. Während der Laichzeit buhlen meist mehrere Männchen – oft in heftigen Kämpfen – um ein Weibchen, doch nur ein Männchen kommt zur Paarung. Während dieser Kämpfe, die zwar in erster Linie aus Rammstößen bestehen, können sich die Hechte untereinander, auch durch Bisse, sehr stark verletzen. Hechte sind Haftlaicher, das heißt die Eier haften an Unterwasserpflanzen, Ästen oder Ähnlichem an. Die Rogner bilden ca. 40.000 Eier/kg Körpergewicht. Die Vermehrung erfolgt an bewachsenen Uferzonen und auf überfluteten Wiesen. Milchner und Rogner können in der Größe stark differieren.
Damit die paarungswilligen Hechtmännchen keine Fressopfer der Weibchen werden, haben diese während der Paarung eine Fresshemmung. Diese erlischt jedoch sehr schnell nach dem Laichen. Nicht selten wird ein kleineres Männchen nach der Paarung vom Weibchen aufgefressen. Aus den Eiern schlüpfen nach 10 bis 30 Tagen Larven, die sich vermittels einer Kopfdrüse am Substrat ankleben. In dieser Zeit zehren sie noch vom Dottersack, doch nach kurzer Zeit schwimmen sie frei und stellen sich auf tierische Nahrung um. Diese besteht anfangs aus Wasserflöhen, Hüpferlingen und anderem Zooplankton. Bereits mit einer Körperlänge von 2 cm jagen sie Fischbrut. Die jungen Hechte wachsen sehr schnell und erreichen im ersten Jahr die 15-cm-Grenze. Männliche Hechte werden meist mit zwei, weibliche mit vier Jahren geschlechtsreif. Das Höchstalter der Hechte liegt in Gefangenschaft bei 30 Jahren.

## Gefährdungssituation
Der Hecht wird von der Weltnaturschutzunion IUCN in der Roten Liste gefährdeter Arten geführt. Allerdings sieht sie für diese weitverbreitete Art keine bedeutenden Gefährdungen, wenn auch lokale Bestände durch Lebensraumveränderungen bedroht sind. Sie stellt den Hecht dementsprechend in die Kategorie „nicht gefährdet“ (Least Concern).

## Aquakultur
Hechte lassen sich wegen ihres aggressiven Verhaltens untereinander nur schwer kultivieren. Wissenschaftler erzeugten aus diesem Grund eine unfruchtbare Kreuzung aus den beiden Hechtarten Muskellunge (Esox masquinongy) und Europäischer Hecht (Esox lucius). Diese Tigerhecht genannte Hybride ist friedlich und lässt sich in größerer Besetzungsdichte in Becken halten als andere Hechtarten.

## Speisefisch
Auch als Speisefisch ist der Hecht geschätzt. Die spitzen Gräten (Y-Gräten) können durch ihre sehr geordnete zweireihige Lage im Rücken ohne größere Probleme entfernt werden. Das Fleisch ist wegen des geringen Fettgehalts relativ trocken, der physiologische Brennwert liegt bei etwa 368 kJ (88 kcal) pro 100 g. Hechtfleisch wird vorzugsweise zu Fischbällchen verarbeitet („Hechtklößchen“). Damit es nicht trocken wird, kann man das Fleisch auch filetieren und sauer einlegen (ähnlich wie bei Heringen). Wie die meisten Fischarten enthält auch der Hecht hohe Mengen an Vitamin B12 und Vitamin D.
Eine Spezialität der französischen Küche sind Brocheton (von Brochet für Hecht), für die vier bis sechs Wochen alte Fische verwendet werden.